# Podniesienie dna zatoki szczękowej
Podniesienie dna zatoki szczękowej – zabieg pozwalający na poprawę warunków kostnych, przed lub w czasie zabiegu implantacji. W przypadkach braków zębowych w szczęce, w odcinkach bocznych (na poziomie przedtrzonowców i trzonowców), przed planowanym zabiegiem zakładania implantów, niezbędna jest ocena stanu tkanki kostnej. Wykonuje się ją za pomocą badania stożkowej tomografii komputerowej (CBCT).  Dość często zdarza się tak, że w wyniku długotrwałej utraty zębów dochodzi do tak dużej destrukcji kości wyrostka zębodołowego, że niemożliwa jest bezpośrednia implantacja. W przypadkach, kiedy wysokość kości wynosi poniżej 10 mm - niezbędny jest zabieg korekcyjny, umożliwiający wytworzenie większej ilości tkanki kostnej. Odbywa się to za pomocą podniesienia dna zatoki szczękowej.
Zatoka szczękowa wyścielona jest błoną śluzową. Istotą zabiegu jest przemieszczenie błony śluzowej do dolnego brzegu ku górze, bez przerwania jej ciągłości, a następnie wprowadzenie materiału do regeneracji tkanki kostnej, na pożądaną wysokość. 
Przy niewielkim podniesieniu dna zatoki, do 4-5 mm, możliwe jest wykonanie takiego zabiegu poprzez otwór kostny, w który zostanie wprowadzony implant. Poprzez otwór ten wprowadza się także materiał do regeneracji. Jest to tzw. „zamknięte podniesienie dna zatoki”.  Kiedy potrzeba przemieścić dno zatoki na większą wysokość, wykonuje się zabieg „otwartego podniesienia zatoki”. Polega on na wykonaniu otworu kostnego w przedniej ścianie zatoki, uwidocznieniu błony śluzowej i przemieszczeniu jej ku górze, na pożądaną wysokość. Następnie przestrzeń pod śluzówką wypełnia się materiałem przeszczepowym. 
W przypadkach, kiedy wysokość szczęki przed zabiegiem wynosi w tych miejscach minimum 4 mm - można wykonać wraz z podniesieniem zatoki jednoczesną implantację. Wtedy część implantu tkwi w materiale przeszczepowym, jednak jego podstawa zakotwiczona jest w kości wyrostka zębodołowego. W takich przypadkach należy odczekać do odbudowy protetycznej ok. 5-6 miesięcy.
W sytuacjach, kiedy wysokość kości w miejscach planowanej implantacji jest niższa niż 4 mm - najpierw wykonuje się tylko zabieg podniesienia dna zatoki, a dopiero po 6 miesiącach, kiedy powstanie odpowiednia ilość tkanki kostnej, można założyć implanty. Po ich wprowadzeniu niezbędne jest ponowne odczekanie ok. 5 - 6 miesięcy do dobudowy protetycznej. Obecnie stosowane materiały przeszczepowe pozwalają na wytworzenie nowej tkanki kostnej nawet w 85-90%.